# Ленуар, Альфред
Шарль Альфред Ленуар (фр. Charles Alfred Lenoir; 12 мая 1850, Париж — 27 июля 1920, Париж) — французский скульптор и живописец. Сын архитектора Александра Ленуара.

## Биография
Шарль Альфред — сын архитектора Александра Альберта Ленуара, основателя и многолетнего руководителя Музея Средневековья в Париже, внук художницы Аделаиды Бинар и историка-медиевиста, Александра Ленуара, основателя и директора Музея французских монументов, администратора королевских памятников базилики Сен-Дени.
В 1869 году окончил Школу изящных искусств в Париже и был отмечен премией за «экспрессию в скульптуре» Edmond et Jules de Goncourt, Journal. Mémoires de la vie littéraire (1851—1896), t. 8, Paris, Flammarion, 242 p.. В Школе состоял учеником Пьера-Жюля Кавелье и Эжена Гийома. Выиграл вторую Римскую премию, поэтому вынужден был провести восемь месяцев в Италии не за государственный, а за свой счёт.
С 1874 года Альфред Ленуар выставлял свои произведения в Парижском салоне. Создавал в основном портретные бюсты и монументальную скульптуру. Был удостоен серебряной медали на Всемирной выставке 1878 года в Париже. Награждён золотыми медалями на парижских Всемирных выставках 1889 и 1900 года.
В 1908 году Альфред Ленуар был назначен Главным инспектором преподавания рисунка (inspecteur général de l’enseignement du dessin). Состоял членом Национального общества изящных искусств (Société nationale des beaux-arts) и Hаучного историко-археологического общества Корреза, Общества друзей парижских памятников (Société des amis des monuments parisiens). Удостоен звания кавалера ордена Почетного легиона.
В 1910 году он издал книгу «Антология искусства, скульптуры, живописи: Восток, Греция, Рим, Средние века, Возрождение, XVII и XVIII века, современная эпоха» (Anthologie d’art, sculpture, peinture: Orient, Grèce, Rome, Moyen Âge, Renaissance, xviie et xviiie siècles, époque contemporaine).
Скончался в Париже, похоронен на кладбище Монпарнас (2-й отдел), рядом с отцом Александром Ленуаром и своим сыном Андре Ленуаром (1880—1939), который родился у него от союза с Женни Дерю.

## Галерея

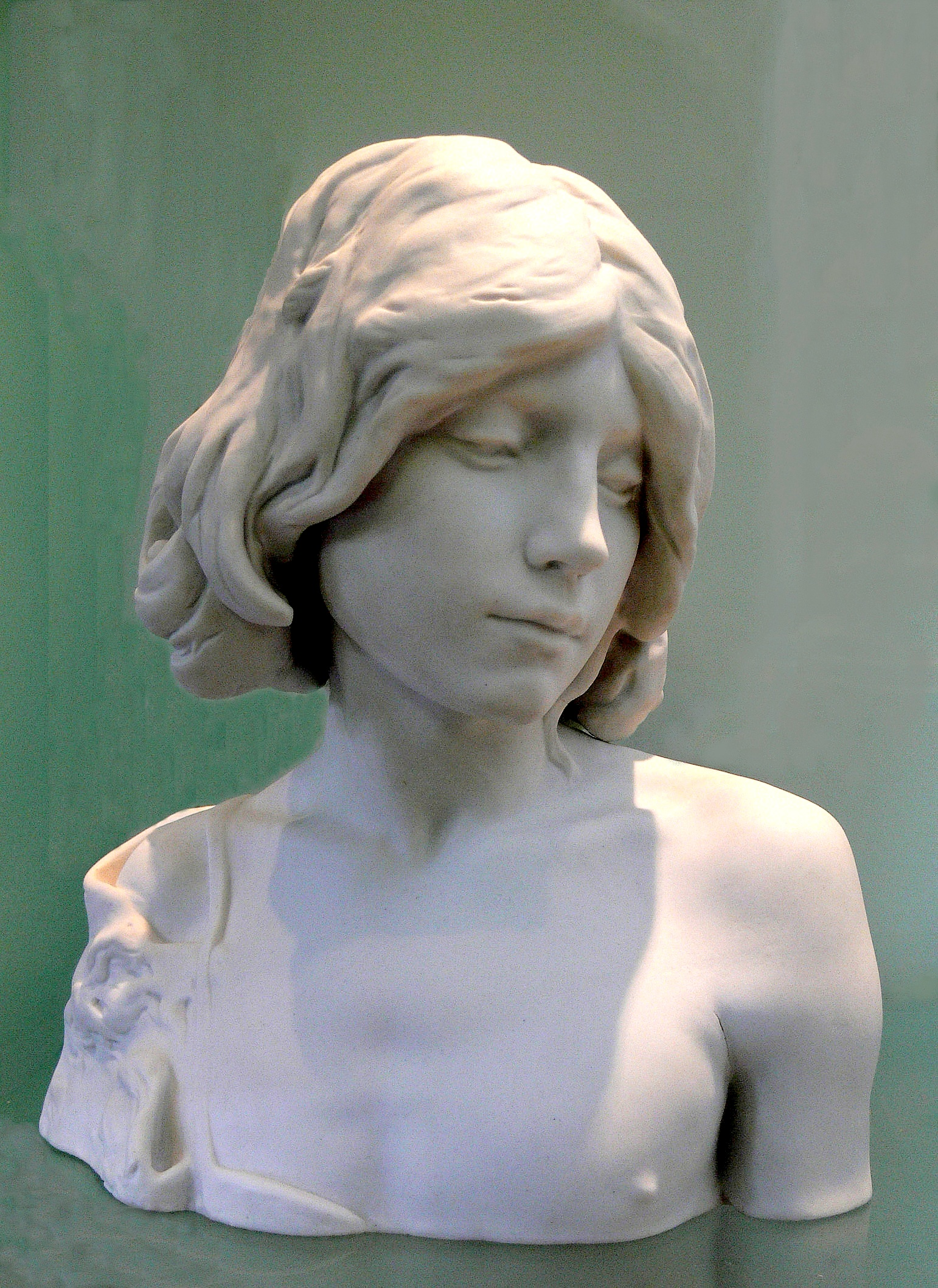
Бюст юного Иоанна Крестителя. Бисквит, Северская фарфоровая мануфактура. Модель 1883 г. Художественно-промышленный музей, Рубе
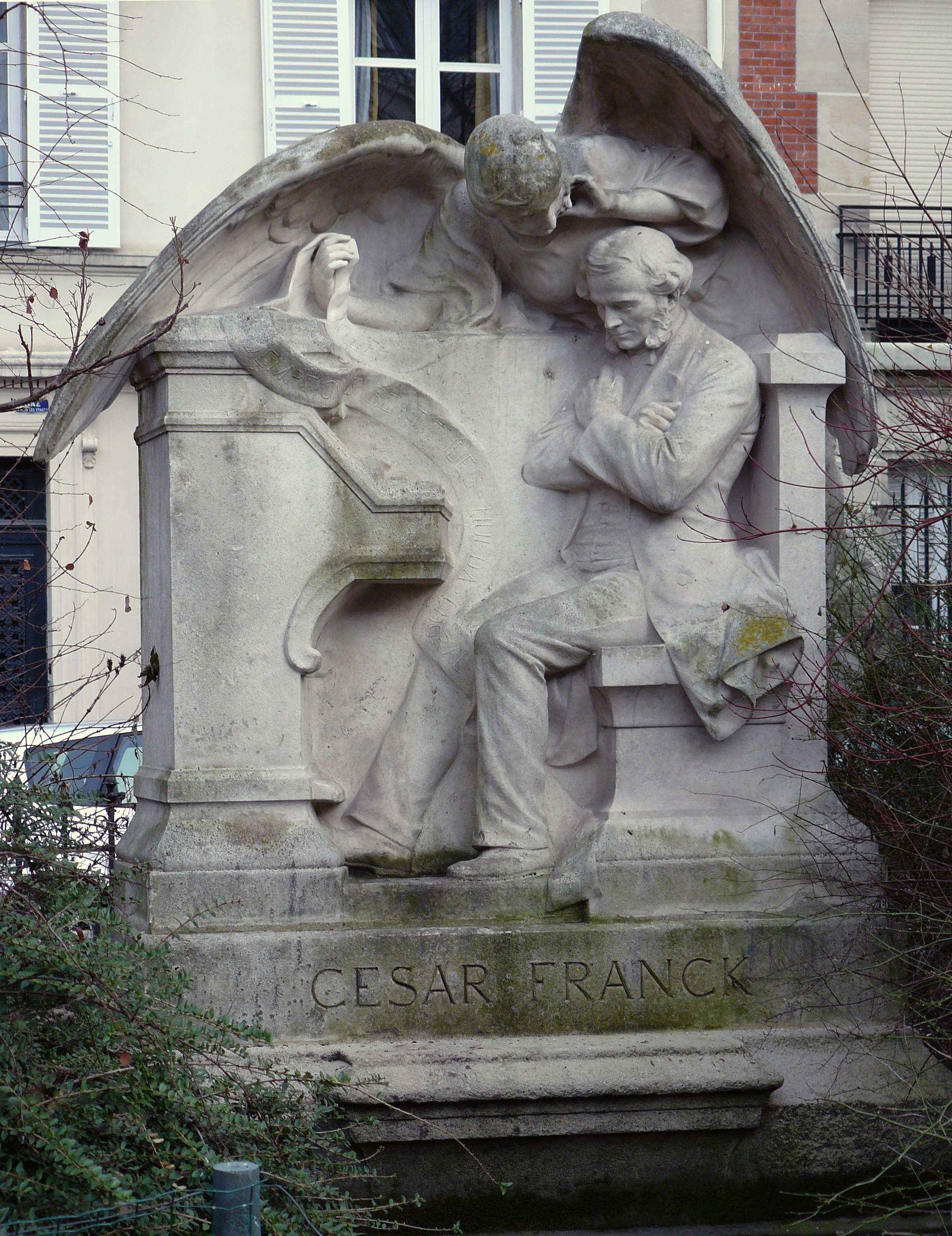
Памятник композитору С. Франку. 1891. Париж
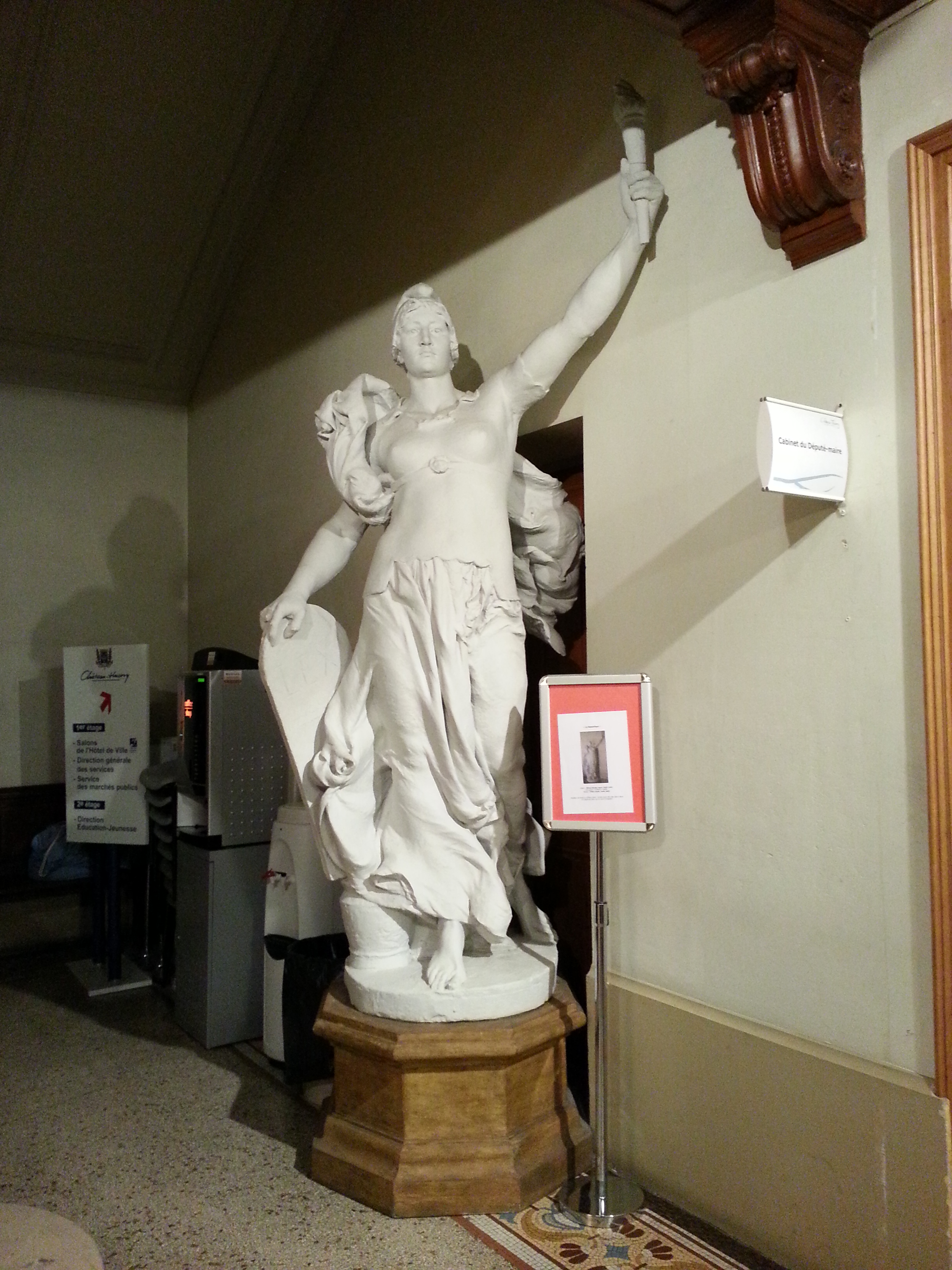
Аллегория республики. Гипс. Муниципальный музей, Шато-Тьерри
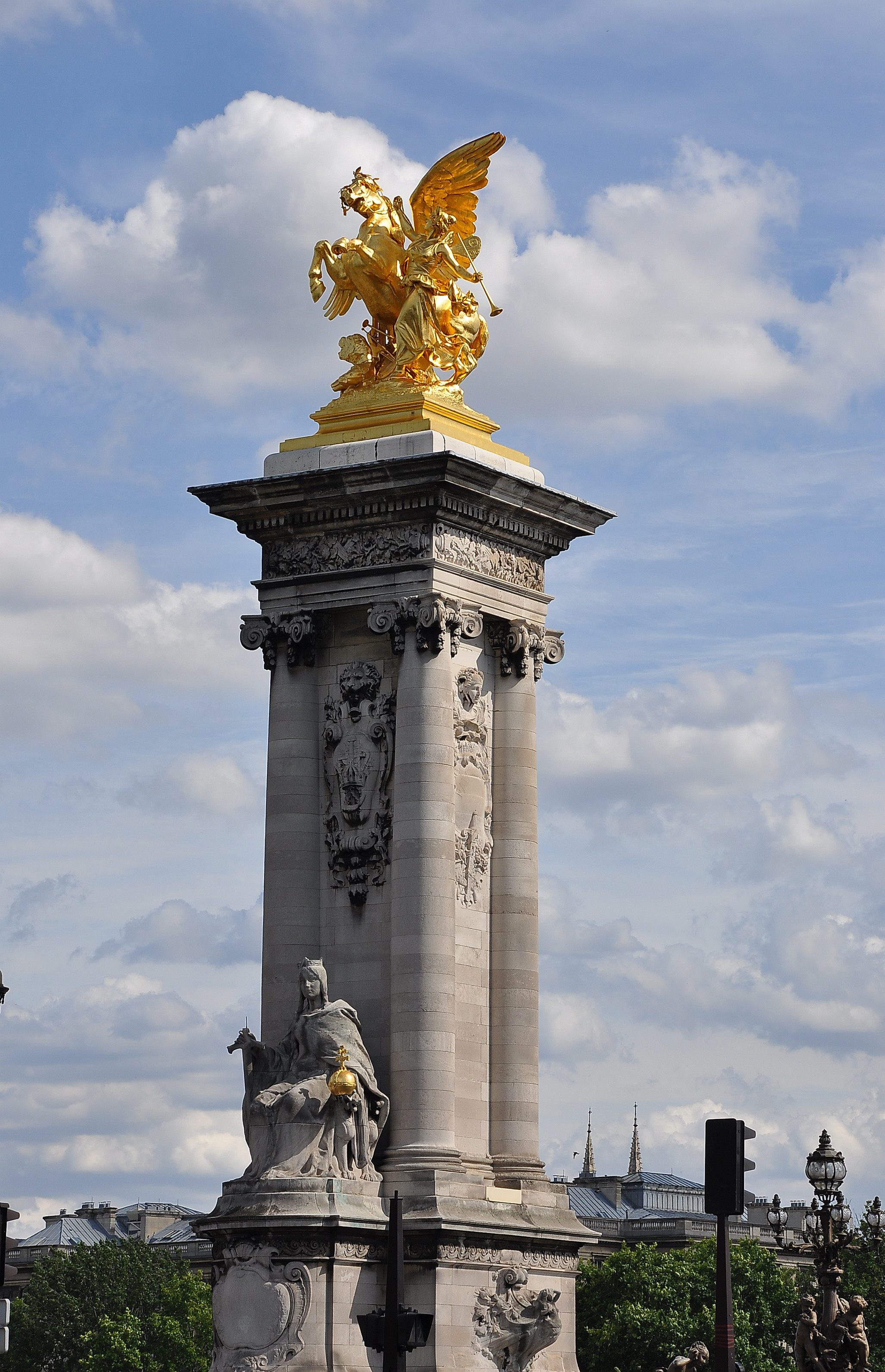
Мост Александра III. Париж. «Колонна Славы Франции»
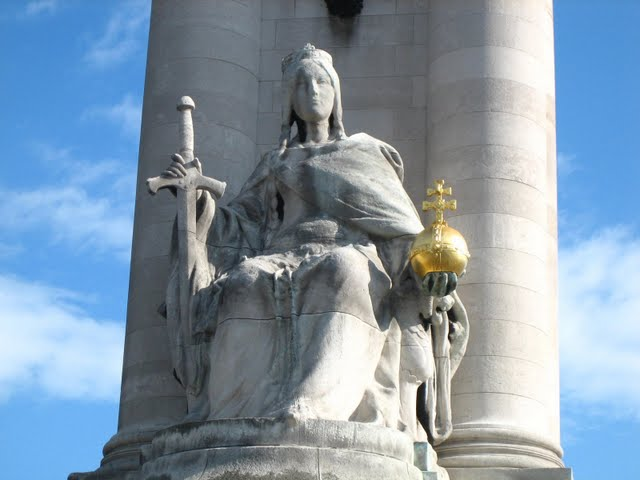
Аллегорическая статуя «Слава Франции короля Карла Великого»
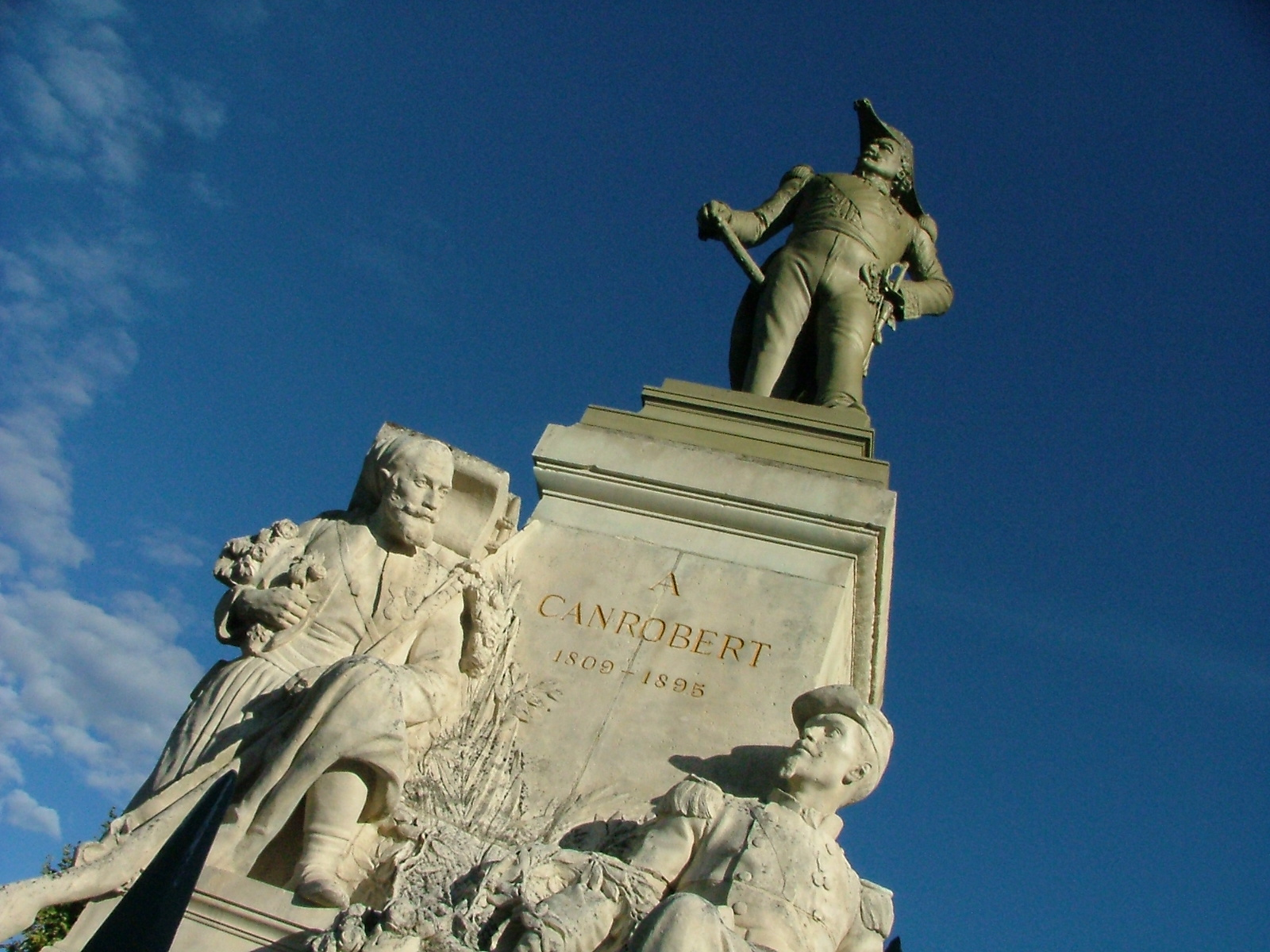
Памятник маршалу Ф. Канроберу. 1897. Сен-Сере

## Избранные работы
- несколько аллегорических статуй Республики для здания суда Гавра и мэрии Парижа (в том числе его деда Александра Ленуара),
- намогильный памятник герцогине Марии Бурбон-Сицилийской (Музей Конде)
- памятник Г. Берлиозу[3] в Париже[4] и Ла-Кот-Сент-Андре,
- бронзовые медальоны братьям Гонкур на кладбище Монмартр
- памятник Поля Бера в Ханое (Вьетнам),
- памятник маршалу Ф. Канроберу в Сен-Сере,
- памятник историку Ж. В. Дюрюи (Вильнёв-Сен-Жорж),
- памятник-аллегория «Франция короля Карла Великого» для моста Александра III (Париж),
- памятник художнику Прюдону[5],